# Charbon
Charbon är en ort i Australien. Den ligger i kommunen Mid-Western Regional och delstaten New South Wales, i den sydöstra delen av landet, omkring 160 kilometer nordväst om delstatshuvudstaden Sydney. Orten hade 131 invånare år 2016.
Närmaste större samhälle är Kandos, nära Charbon. 